# Juliana Cornelia de Lannoy
Juliana Cornelia, baronne de Lannoy, née à Bréda le 20 décembre 1738 et décédée à Mont-Sainte-Gertrude le 18 février 1782, est une poétesse et dramaturge néerlandaise.

## Biographie

### Enfance et jeunesse

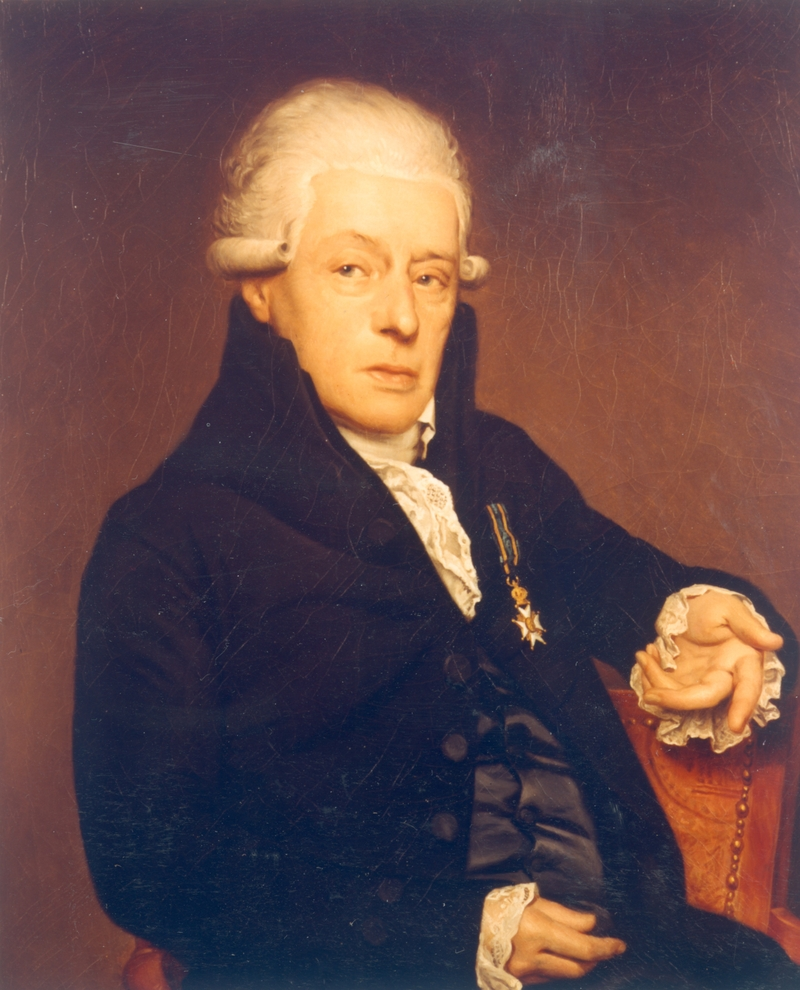
Rhijnvis Feith, un des correspondants de Juliana Cornelia de Lannoy, peint par Willem Bartel van der Kooi en 1819 (coll. de la Familievereniging Feith, en prêt au musée municipal de Zwolle).

Juliana Cornelia était la fille de Carel Wybrandus de Lannoy (1705-1782), officier dans l'armée des États généraux de la République, et de Maria Aletta Schull (1717-1750).  Juliana de Lannoy resta célibataire,.  Si la famille aisée dont sa mère était issue avait une longue tradition dans l'administration communale, celle dans laquelle son père était né avait connu des générations d'officiers militaires.  Carel de Lannoy avait servi comme soldat de métier dans l'armée des États.  Juliana reçut une éducation réformée.  Elle passa les premières années de sa vie dans la ville de garnison Bréda.  En 1743, avec sa mère et son frère cadet Adam (1740-1794), elle déménagea à Nimègue pour aller demeurer chez ses grands-parents maternels.  L'année suivante, un demi-frère vint au monde : Aelbert Anthony.  L'un après l'autre, le grand-père de Juliana, sa grand-mère, son frère Aelbert Anthony et sa mère moururent les années suivantes, respectivement en 1746, en 1747 et en 1750.  À l'âge de onze ans, Juliana fut logée chez des proches de son père, à Zutphen, jusqu'à ce qu'en 1752, elle déménagea à Deventer, où elle alla vivre avec la seconde épouse de son père, Paulina Aleida Putman (1722-1807).  C'est là que naquit Adolf Hendrik (1753-1783), le demi-frère avec qui Juliana conserva un lien étroit tout au long de sa vie.  En 1758, la famille déménagea à la ville de garnison Mont-Sainte-Gertrude, où son père De Lannoy avait été nommé major général.  Dès 1776, elle vécut dans la maison De Roos (La Rose, au Markt - ou Marché - 46 ; aujourd'hui un musée).  Juliana y habita jusqu'à sa mort.

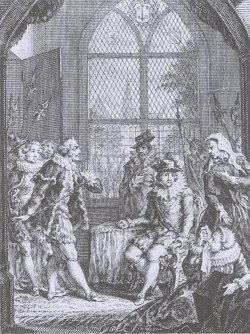
Gravure de l'édition de la Belegering van Haerlem (Le Siège de Haarlem, 1770), une des tragédies historiques de Juliana Cornelia de Lannoy, 5e acte, 14e scène.

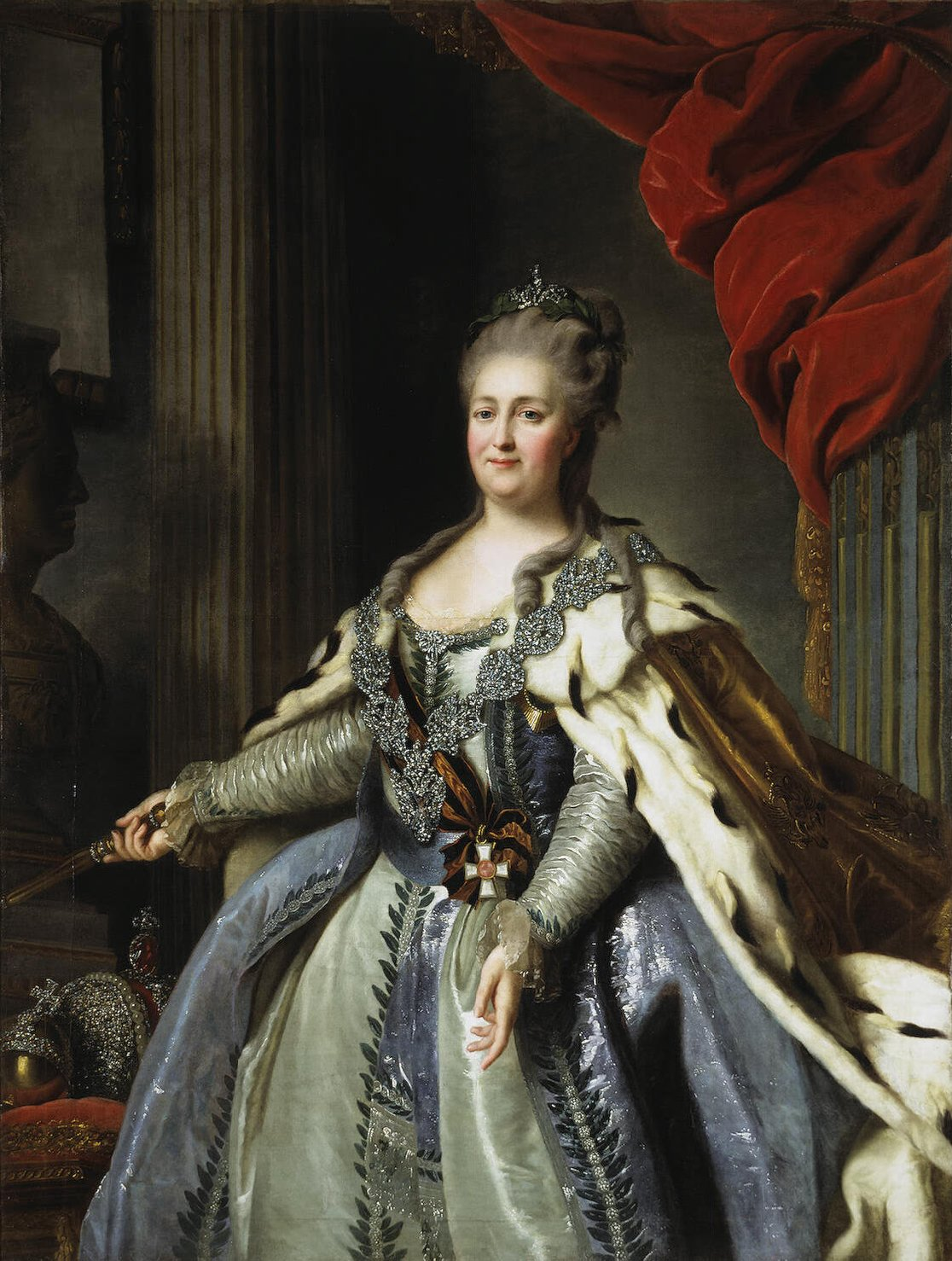
Catherine II de Russie (vers 1770), à qui Juliana Cornelia de Lannoy envoya un poème auquel l'impératrice répondit en lui offrant un splendide bijou, ici peinte par Fedor Rokotov d'après Alexandre Roslin (collection du musée de l'Ermitage).

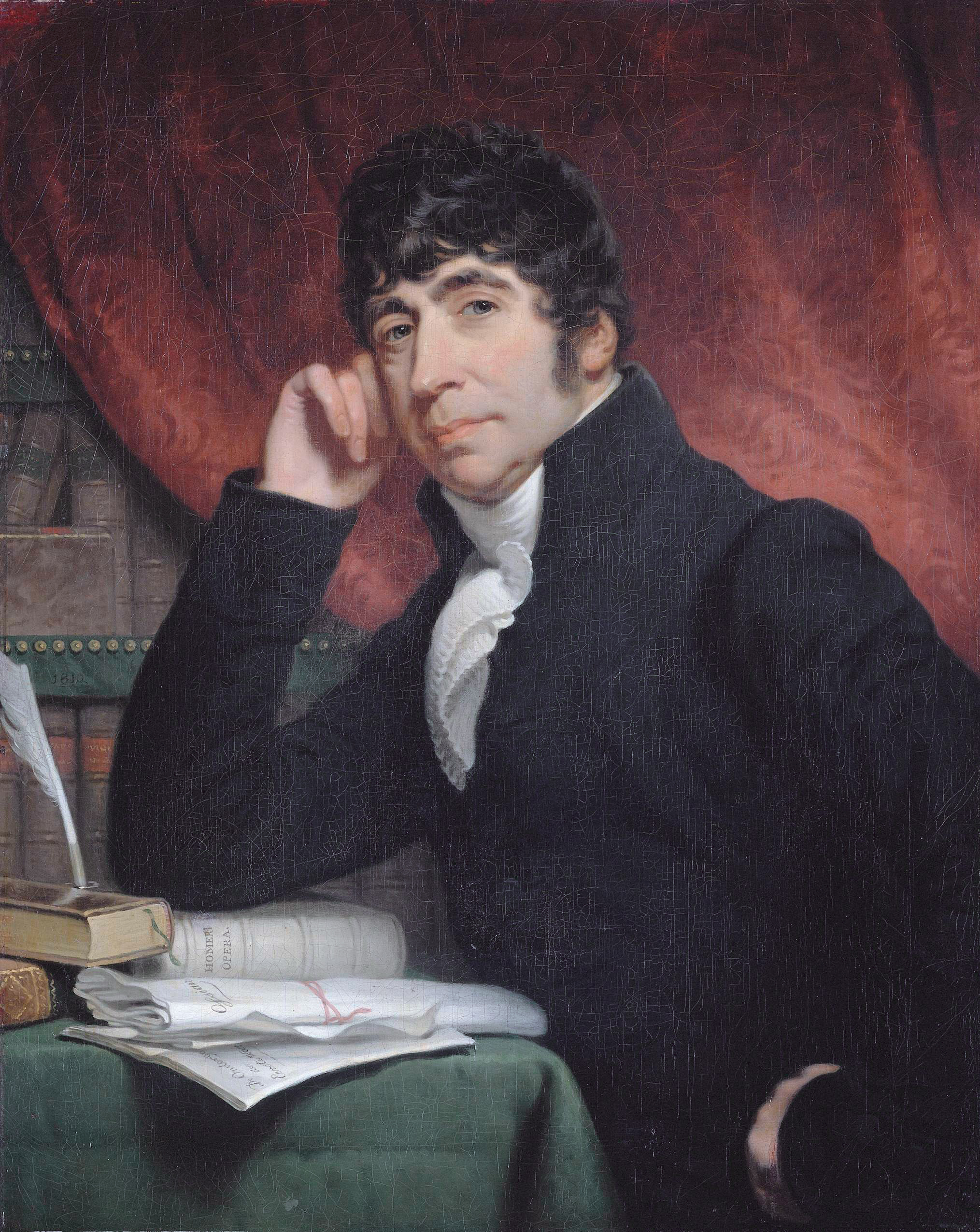
Willem Bilderdijk, un des correspondants de Juliana Cornelia de Lannoy, peint par Charles Howard Hodges en 1810 (collection du Rijksmuseum d'Amsterdam).

L'un de ses poèmes permet de déduire que De Lannoy, avide d'apprendre, lut beaucoup dès un âge précoce.  Il va sans dire que, comme de coutume à l'époque pour les filles de sa classe sociale, De Lannoy apprit le dessin et la peinture, qu'elle pratiquait non sans mérite, comme en témoigne un autoportrait situé vers 1755, ainsi qu'une nature morte de fleurs non datée, peinte sur soie.  Adamus Christianus Schonck (1730-1774), recteur de l'école latine de Bréda, lui enseigna la théorie et la pratique de la poésie, ainsi que la langue latine, alors qu'elle apprit les langues française et anglaise en autodidacte.

### Carrière littéraire
Le premier poème connu de Juliana de Lannoy date de 1764 : Aan Aristus (À Ariste, nom dont elle dota Schonk).  Dans ce poème, elle révèle ses ambitions poétiques : « La décision vient d'être prise ; j'aiguise mes phrases afin de gagner au plus vite la faveur des Muses. »  Deux ans plus tard, à l'âge de 27 ans, elle publia son premier ouvrage littéraire : Aan myn geest (À mon esprit), une lettre sous forme de dialogue versifié, dans laquelle un personnage et son esprit plaident, d'un ton enjoué et ironique, pour la liberté spirituelle de la femme et son droit de mener sa propre vie.  Elle rejette l'idée que seules les femmes soient destinées aux rôles d'épouses et de mères.
Voulant devenir poétesse, elle rejeta comme un préjugé, comme elle l'avait d'ailleurs déjà fait dans Aristus, l'hypothèse que les femmes fussent par nature incapables de développer des qualités en matière d'arts et de sciences.  Après avoir reçu des commentaires favorables à cette première publication, De Lannoy se concentra sur ce qu'elle se fixait apparemment pour but dans la vie : atteindre le sommet du mont métaphorique du chant néerlandais (le « zangberg »), de préférence en écrivant des tragédies. Elle en écrivit trois : Leo de Groote (Léon le Grand, 1767), De belegering van Haerlem (Le Siège de Haarlem, 1770 ; avec dédicace à Guillaume V d'Orange-Nassau) et Cleopatra, koningin van Syriën (Cléopâtre, reine de Syrie, 1776),.  Dans ses pièces, elle applique en général les règles du théâtre classique français, tout en dotant ses personnages féminins de rôles plus importants et plus décisifs que de coutume dans le genre.  Les deux premiers morceaux lui valurent, à part beaucoup d'éloges, la célébrité et la reconnaissance, et on vantait sa puissante poésie virile et son cerveau masculin.
En 1772, De Lannoy devint premier membre honoraire de sexe féminin de la société poétique de La Haye Kunstliefde spaart geen vlyt (L'amour des arts n'épargne aucune peine).  Deux fois, en 1774 et en 1782, elle remporta une médaille d'argent au concours annuel.  De la société poétique leydoise Kunst wordt door arbeid verkreegen (L'art s'acquiert par le travail), elle reçut, en 1775, de l'or pour son chant lyrique Lof der Heeren Van der Does, Van der Werff, en Van Hout, verdedigers van Leyden (Louange des Seigneurs Van der Does, Van der Werff et Van Hout, défenseurs de Leyde).  En 1777, un autre chant lyrique, dédié à son demi-frère Adolf Hendrik, lui fit de nouveau remporter un prix - cette fois-ci un d'argent - auprès de la même société,.  Dans ses chants lyriques sur l'amour de la patrie et de la liberté, comme dans ses tragédies, De Lannoy, une partisane de la maison d'Orange, voulait promouvoir une vertu au service de l'intérêt de la nation.
En dehors des tragédies et des chants lyriques, Juliana écrivait des lettres versifiées, de la poésie religieuse, des satires comme Het gastmaal (Le Banquet, 1777) - devenu son poème le plus connu - et de la poésie satirique, dont quelques sonnets « à surprise ».  En outre, insouciamment, elle mit à l'ordre du jour les relations entre les sexes ainsi que l'image conventionnelle de la femme et de l'homme.  Des quatre sonnets conservés, De onbestendigheid (L'Instabilité, 1779) a été le plus souvent cité.  En outre, elle écrivait des poèmes de circonstance sur des sujets sociaux, politiques et amicaux.  En 1776, elle envoya à Catherine II de Russie un poème en hommage aux victoires politiques de l'impératrice, tout en la complimentant sur son soutien des arts et des sciences.  L'impératrice remercia De Lannoy par un splendide bijou.
On ne sait rien des contacts que Juliana de Lannoy aurait entretenus avec d'autres poètes.  Elle se lia d'amitié avec le poète Simon van der Waal (1736 ? –1781), directeur de l'école française de garçons de Mont-Sainte-Gertrude.  Elle correspondait par ailleurs avec des poètes et des écrivains, tels que Willem Bilderdijk (1756-1831) et Rhijnvis Feith (1753-1824), tous deux de grands admirateurs de son œuvre,.
En 1778, après une grave maladie, elle se mit à rassembler une anthologie, parue en 1780 sous le titre Dichtkundige werken (Œuvres poétiques).  Ce recueil, dédié à Wilhelmine de Prusse, fut accueilli avec tous les honneurs et lui valut d'excellentes critiques.  Ses collègues appelaient De Lannoy « la Sappho de notre siècle et la gloire de son sexe ». 
Le 18 février 1782, Juliana Cornelia de Lannoy mourut subitement à l'âgé de 43 ans.  Une semaine après son décès, elle fut enterrée dans le chœur de l'église Sainte-Gertrude de Mont-Sainte-Gertrude.  Elle fut commémorée par quinze poèmes et chansons funèbres, pour la plupart écrits par des membres de Kunstliefde spaart geen vlyt.  Immédiatement après sa mort, son demi-frère Adolf Hendrik, se rappelant la volonté expresse de sa sœur, brûla toutes les œuvres inachevées et les poèmes dont elle n'était pas satisfaite.  En 1783, Willem Bilderdijk prit en charge la publication des poèmes posthumes, comprenant un nombre d'éloges et de poèmes funèbres.  C'est aussi Bilderdijk, avec qui la poétesse s'était liée d'amitié, qui prétendit que les œuvres de De Lannoy l'avaient attiré vers la poésie, et, encore à un âge avancé, il chantait les louanges de cette autrice,,.

## Notoriété

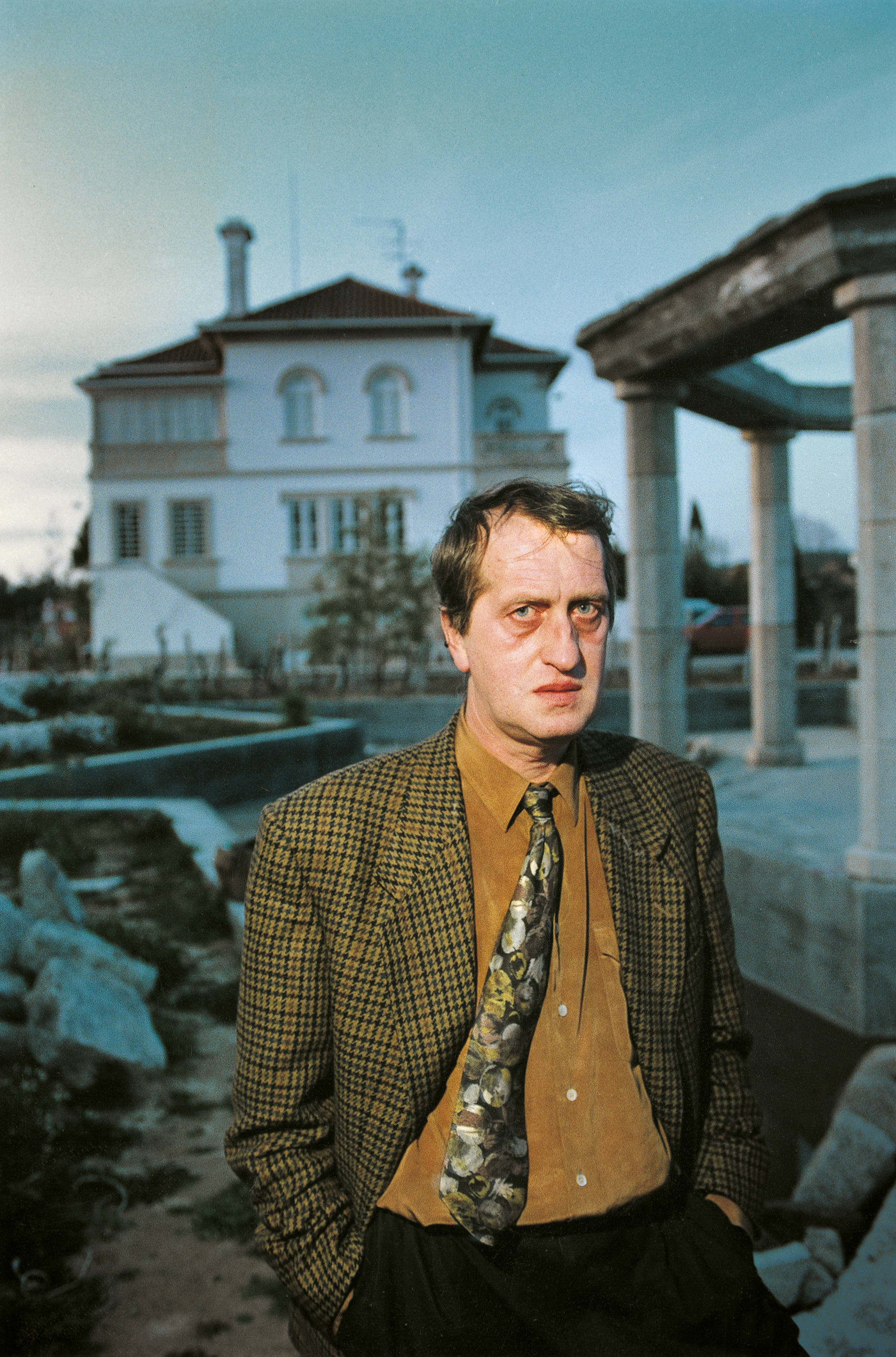
Les satires de Juliana Cornelia de Lannoy figurent dans une anthologie de la poésie du XVIII, compilée par le poète néerlandais Gerrit Komrij.

Presque tous les auteurs de manuels de l'histoire de la littérature néerlandaise se sont occupés de l'œuvre de Juliana Cornelia de Lannoy. À la fin du XVIIIe siècle et au début du XIXe siècle, l'intérêt porté aux chants lyriques patriotiques et aux pièces de théâtre de De Lannoy revêtait des aspects politiques.  Le ton puissant, la fouge et la vivacité de ses vers ainsi que l'alternance de gravité et d'humour étaient grandement appréciés.  Aussi reçut-elle des louanges pour la façon dont elle avait subordonné le passé de la patrie à la poésie.  En 1850 et en 1851 parurent deux florilèges de ses poèmes, parmi lesquels les satires suscitaient le plus d'intérêt, et cela même de nos jours ; ainsi, ils figurent dans une anthologie de la poésie du XVIIIe siècle, compilée par Gerrit Komrij. 
Encore au début du XIXe siècle, des tragédies de De Lannoy, Leo de Groote et De belegering van Haerlem, connurent un certain succès ; les lecteurs les considéraient comme de précieux enseignements moraux destinés aux citoyens et aux gouvernants.  Après 1870, ses tragédies furent soumises à une critique sévère s'appuyant sur des arguments esthétiques.  Les pièces seraient peu intelligibles et difficiles à jouer, ce qui constitue toutefois un jugement prononcé sur la plus grande partie des tragédies du XVIIIe siècle.
Le regain d'intérêt pour l'œuvre de De Lannoy fut inspiré par le désir de découvrir des textes historiques dans le contexte de la culture sociale, politique et littéraire contemporaine ainsi que par l'émergence, à la fin du XXe siècle, de l'analyse comparative entre les sexes et de l'étude du culte patriotique.

## Ressources

### Sources
- (nl) Aa (van der), Abraham Jacob (réd.).  « Lannoy (Juliana Cornelia Baronesse de) », Biographisch Woordenboek der Nederlanden, vol. 11, Haarlem, J.J. van Brederode, 1865, p. 152-153.
- (nl) Boxel (van), Bea.  « Lannoy, Juliana Cornelia de », Digitaal Vrouwenlexicon van Nederland (Lexique numérique des femmes), [En ligne], 9 mai 2011.  [resources.huygens.knaw.nl]
- (nl) Mardagant.  « Lannoy, Juliana Cornelia baronesse de », Nieuw Nederlandsch Biografisch Woordenboek (réd. Philipp Christiaan Molhuysen et Petrus Johannes Blok), vol. 2, Leyde, A.W. Sijthoff, 1912, p. 770-771.
- (nl) Oostrum (van), Pim (réd.), et Juliana Cornelia de Lannoy.  't zoet der eenzaamheid: gedichten van Juliana Cornelia de Lannoy, Amsterdam, Amsterdam University Press, 2001  (ISBN 978-90-535-6475-2), p. 40.
- (nl) Oostrum (van), Wilhelmina Rosalie Dina.  « De Lannoy's Aan myn geest (1766): een ingenieus debuut? », Spiegel der Letteren 37, 1995, p. 15-38.
- (nl) Oostrum (van), Wilhelmina Rosalie Dina.  Juliana Cornelia de Lannoy (1738-1782): ambitieus, vrijmoedig en gevat, Hilversum, Verloren, 1999  (ISBN 978-90-655-0057-1), p. 130-208.